# Lac de Coatepeque
Le lac de Coatepeque est un lac de cratère dans une caldeira au Salvador.
Le lac fait partie de la réserve de biosphère d'Apaneca-Llamatepec, reconnue par l'Unesco en 2007,.